# Mine de Kisladag
La mine de Kisladag (en turc : Kışladağ Altın Madeni) est une mine à ciel ouvert d'or, située  en Turquie, dans la province d'Uşak. Sa production a débuté en 2006.
C'est la plus grande mine d'or de Turquie.